# Iruela
Iruela es una pedanía del municipio de Truchas en la Comarca de La Cabrera, en la provincia de León, comunidad autónoma de Castilla y León, en España.
Así describía Pascual Madoz, en la primera mitad del siglo XIX, a Iruela en el tomo IX del Diccionario geográfico-estadístico-histórico de España y sus posesiones de Ultramar:

Lugar en la provincia de León (15 leguas), partido judicial de Ponferrada, diócesis de Astorga, audiencia territorial y capitanía general de Valladolid, ayuntamiento de Truchas. Situado en la falda de una colina que se extiende de Oeste a Este; reinan generalmente los vientos del Norte y Oeste; su clima es frío; sus enfermedades más comunes reumas, parálisis, fiebres catarrales y dolores de estómago. Tiene unas 50 casas; escuela de primeras letras sin dotación fija a que asisten 20 niños; iglesia parroquial (Santa María) servida por un cura de ingreso y libre provisión; una ermita (San Antonio Abad) en las afueras del pueblo; y buenas aguas potables. Confina Norte Robledo y Nogar; Este Baillo; Sur Truchas y Truchillas, y Oeste Villarino, a ½ legua los más distantes. El terreno es de mediana calidad, y le fertilizan algún tanto las aguas de un arroyo, que separa unas cuantas casas del resto de la población, únicas que están en llano. Los caminos dirigen a los pueblos limítrofes; y a los valles de Vidriales, Valduerna y Valdeorras. Recibe la correspondencia de la Bañeza los domingos por la noche, y sale los viernes por la mañana. Producción: centeno, lino, cebada que llaman seruenda o tremesina por sembrarse en abril, patatas y pastos; cría ganado vacuno, cabrío, lanar y mular, y caza de perdices, liebres y algún jabalí. Industria: un molino harinero y 2 telares de lienzo ordinarios. Comercio: compra de mulos que trasportan al reino de Sevilla. Hay también varios arrieros. Población: 50 vecinos, 200 almas. Contribución con el ayuntamiento.
Pascual Madoz.